# Saint-Germain-lès-Arpajon
Saint-Germain-lès-Arpajon è un comune francese di 9 485 abitanti situato nel dipartimento dell'Essonne nella regione dell'Île-de-France. Nel territorio comunale il fiume Rémarde confluisce nell'Orge. 

## Società

### Evoluzione demografica
Abitanti censiti